# South Woodford (stanice metra v Londýně)
South Woodford je stanice metra v Londýně, otevřená 22. srpna 1856 jako George Lane. 5. července 1937 došlo k přejmenování na současný název. Autobusová spojení zajišťují linky: 179, 549, W12, W13, W14 a noční linka N55. Stanice se nachází v přepravní zóně 4 a leží na lince:
- Central Line mezi stanicemi Snaresbrook a Woodford.

| Rok  | Počet cestujících |
| ---- | ----------------- |
| 2011 | 4,39 mil          |
| 2012 | 4,33 mil          |
| 2013 | 4,59 mil          |
| 2014 | 5,03 mil          |